# 崇左专区
崇左专区，1949－1951年为龙州专区，中華人民共和國广西省已撤消的行政区，在今广西壮族自治区南部。
1949年，设龙州专区，专署驻龙津县龙州镇。辖龙津、龙茗、万承、养利、雷平、左县、上金、崇善、思乐、明江、宁明、凭祥、镇边、靖西14县。
1950年，原百色专区所属天保、敬德2县划入龙州专区。
1951年，原武鸣专区所属隆安、镇结2县划入龙州专区。同年，龙州专区改名崇左专区，专署驻崇善县（今崇左市江州区）；将靖西、镇边、天保、敬德4县划归百色专区；原属百色专区的向都县及南宁专区的绥渌、同正、上思、扶南4县划入崇左专区；将宁明、明江、凭祥3县合并为镇南县。崇左专区辖17县。
1952年，辖县作以下调整：
1. 将崇善、左县2县合并为崇左县；
2. 将龙津、上金2县合并为丽江县；
3. 将雷平、养利、万承3县合并为大新县；
4. 将龙茗、向都、镇结3县合并为镇都县；
5. 将绥渌、同正、扶南3县合并为扶绥县。

调整后，崇左专区辖9县。同年，专区由桂西僮族自治区领导。
1953年，丽江县更名为龙津县。同年，撤销崇左专区，并入邕宁专区。不久撤销邕宁专区，辖县改由桂西僮族自治区直辖。 